# 奥村三雄
奥村 三雄（おくむら みつお、1925年7月2日 - 1998年4月19日）は、日本の国語学者。九州大学名誉教授。専門は古典語、方言学。

## 略歴
京都府出身。1949年京都大学文学部国文科卒。1978年「平曲譜本の国語学的研究」で九州大学文学博士。京大助手、1956年岐阜大学講師、1958年助教授、1969年九州大学文学部助教授を経て、1978年教授となる。1989年定年退官、名誉教授。

## 著書
- 『聚分韻略の研究 付古本四種影印慶長版総索引』風間書房 1973
- 『平曲譜本の研究』桜楓社 1981
- 『波多野流平曲譜本の研究』勉誠社 1986
- 『方言国語史研究』東京堂出版 1990
- 『日本語アクセント史研究 上代語を中心に』風間書房 1995

### 共編著
- 『岐阜県方言の研究』編 大衆書房 1976
- 『平家正節の研究』渥美かをる共編著 大学堂書店 1980
- 『平家正節語彙索引 節ハカセ付き語彙集成』編 大学堂書店 1983
- 『九州方言の史的研究』編 桜楓社 1989

### 記念論文集
- 『国語学論叢 奥村三雄教授退官記念』桜楓社 1989
- 『筑紫語学論叢 奥村三雄博士追悼記念論文集』迫野虔徳編 風間書房 2001